# Spreča (rzeka)
Spreča – rzeka w Bośni i Hercegowinie, prawy dopływ Bośni. Jej długość wynosi 137 km.

## Opis
Powierzchnia jej dorzecza wynosi 1947 km². Płynie przez północno-wschodnią część Bośni. W dolnym biegu silnie meandruje. Swe źródła ma we wsi Papraća, leżącej koło Zvornika. Do Bośni wpada nieopodal Doboju.
W latach 1963–1964 wzniesiono na niej zaporę o wysokości 30 m i utworzono sztuczny zbiornik wodny Modrac. Jego powierzchnia wynosi 17 km². Zaopatruje w wodę zakłady przemysłowe w Lukavacu i Tuzli.